# Византийско-сельджукские войны
Византийско-сельджукские войны — ряд военных конфликтов в Малой Азии и Сирии между Византийской империей и турками-сельджуками, а затем созданным ими Иконийским султанатом в XI—XIII веках.
Турки-сельджуки были кочевниками из Туркестана, которые приступили к завоеваниям в XI веке. Сочетая в себе рвение к завоеваниям и прекрасную конницу турки быстро овладели Ираном и Месопотамией, в 1055 овладели столицей Аббасидского халифата — Багдадом и вскоре вышли к границам Византии. 
В 1060-е годы произошли первые столкновения между армией Византии и сельджуками. Поначалу византийцы успешно воевали и даже сумели вытеснить сельджуков из занятого ими Манцикерта, однако в 1071 году они потерпели сокрушительное поражение в битве при Манцикерте и за 10 последующих лет лишились практически всех владений в Малой Азии. 
Только спустя 20 лет после начала сельджукских завоеваний, в 1080-е годы, Византия перешла в контрнаступление. Вначале она вернула себе некоторые прибрежные территории в Малой Азии, а в 1097 году с помощью крестоносцев овладела Никеей, Смирной и рядом других городов на западе Малой Азии. 
Сельджуки обосновались в Иконии (Конье) и образовали здесь своё небольшое государство. В течение XII века Византия предпринимала ряд неудачных попыток выбить сельджуков из Малой Азии. Но ни императору Иоанну II, ни Мануилу I переломить соотношение сил не удалось, так как турки закрепились в районе Иконий — Кесария — Севастия, который был ими колонизирован.
Начало XIII века было относительно спокойным, произошло только несколько конфликтов между Никейской империй и Иконийским султанатом.
После нашествия татар в 1243 году Иконийский султанат сельджуков пришёл в упадок и распался на множество бейликов (округов). Один из которых — Османский, в будущем вырос в великую империю, которая сокрушила Византию и множество других государств.

## Предыстория
Во время правления Македонский династии (X — первая половина XI века) Византийской империи удалось отвоевать у арабов часть Сирии, Кипр, Крит и значительную часть Армении.
Но после смерти императорв Василия II в империи началась смута, сменялись один император за другим, но внутреннее положение империи было таково, что она была не в состоянии отражать внешние угрозы. Как раз в это время на востоке появляется новая угроза не только для Византии, но и для всего Ближнего востока в целом — кочевые турки-сельджуки. 

## Ранние конфликты (1064—1071)
Турки-сельджуки начали свои завоевания в Азии в XI веке, захватили вначале много земель в Средней Азии. С начала XI века турки-сельджуки из Центральной Азии расширялись на запад, побеждая различные арабские эмираты.
18 сентября 1048 года битва при Капетроне, в которой сводный брат Тугрул-бея Ибрагим Йынал-бей сражался против Византийской империи и ее союзника Грузинского царства и других союзных армий в конце его анатолийской кампании, привела к победе сельджуков. В 1054 году султан Сельджукской империи Тугрил I осадил Манцикерт. Защитники успешно разгромили турок-сельджуков.
В 1055 сельджуки захватили столицу Аббасидов — Багдад. В это время византийцы подчинили Эдессу и значительно расширили своё влияние в Сирии и Армении. В 1067 году турки совершили первое крупное нападение на земли Византии — был разграблен город Кесария. В 1069 турки продвиниулись дальше в Малую Азию и разграбили Конью. Византийская контратака в 1069 году отбросила турок-сельджуков с этих земель. Дальнейшие наступления византийской армии отбросили турок за Евфрат.

## Сельджукские завоевания (1071—1096)
Несмотря на это, турки-сельджуки продолжили свои вторжения в Малую Азию, захватив Манцикерт. Византийский император Роман Диоген возглавил 100-тысячную армию в попытке нанести решающий удар по сельджукам. Во время его похода Алп-Арслан, лидер турок-сельджуков, отступил из Манцикерта. Его тактическое отступление позволило его армии устроить засаду византийцам. Войска Романа были окружены и разгромлены. Сам император был пленён и доставлен к турецкому султану Алп-Арслану. На условиях передачи сельджукам крепостей Антиохия, Манцикерт, а также крупной дани Роман IV был отпущен. Однако он был уже низложен в столице. 
После поражения при Манцикерте Роман IV был низложен в Константинополе, а затем осаждён в Адане. После того, как бывшего императора выдали мятежникам, власть в столице захватил Михаил VII Парапинак. Он объявил, что все договоры, заключённые Романом IV с сельджуками объявляются незаконными и расторгаются. После того, как вести об этом дошли до Алп-Арслана, турки начали новое крупномасштабное наступление вглубь византийских владений. В это время в Византии шла гражданская война, происходил развал остатков армии, власть в Константинополе была нестабильной.
В 1073 началось быстрое продвижение сельджуков вглубь Малой Азии. Преимущественно завоевания сельджуков представляли собой грабёж мирного населения, а также захват достаточно богатой добычи. Византийская армия севастократора Исаака Комнина, пытавшая остановить продвижение турок, была разбита в сражении при Кесарии, и сам полководец попал в плен.
В 1077 в Византии в результате очередного переворота пришёл к власти престарелый полководец, Никифор III Вотаниат, пошедший на сговор с турками. Как раз в это время на империю напали норманны, поэтому армии Византии приходилось разрываться на 2 фронта. Византийское войско было не в состоянии оказывать какое бы то ни было сопротивление и уже в 1077 сельджуки подступили к стенам Никеи. Ожесточённая борьба за Никею в 1077—1078 окончилась поражением Византии и занятием сельджуками Никеи. Вскоре (1081) сюда была перенесена столица их нового государства.
Однако новый талантливый полководец, Алексей Комнин (1081—1118) заключает мирный договор с турком Сулейманом об установлении византийско-сельджукской границы по реке Дракон (ныне Кыркгечит) с целью оставить Вифинию и Босфор в руках греков (Анна Комнена, III.11, VI.9). В 1081 году Алексей Комнин передал Сулейману Никею, один из самых важных городов Малой Азии, заключив с ним союз, который Сулейман верно исполнял. Он обеспечил стабильность в Малой Азии, прекратив набеги турецких банд, при этом не атаковал цели, которые до сих пор удерживали византийцы. В 1083 году он помогал с отбитием нападений норманнов в Греции. Именно по просьбе Комнина Сулейман в 1085 году бескровно берёт на Антиохию, наместник которой принял ислам и подчинился местному султанату.  Но вскоре он проигрывает битву султанату, в которой погибает. Антиохия попадает в руки турок.

## Крестоносцы приходят на помощь (1096—1118)
В 1094 году Алексей Комнин отправил послание папе Урбану II с просьбой предоставить оружие, припасы и войска. На Клермонском соборе в 1095 году папа Римский проповедовал крестовый поход с целью захвата Иерусалима и оказания помощи Византийской империи, которая больше не могла защищать христианский мир на Востоке от исламской агрессии. Первые крестоносцы прибыли в 1096 году. Соглашение между византийцами и крестоносцами заключалось в том, что любые византийские города, отвоеванные у турок, будут переданы империи. В 1097 после осады была взята Никея. Иоанн Дука, шурин Алексея, возглавил сухопутные и морские силы и восстановил византийский контроль над побережьем Эгейского моря и многими внутренними районами западной Анатолии, отняв у деморализованных турок города Смирна, Никомедия, Сарды, Филадельфия, Лаодикия и Хома. После размолвки с Алексеем из-за неоказания последним помощи в осаде Антиохии, недовольные крестоносцы в значительной степени отказались от помощи византийцам в борьбе против сельджуков. 
В начале XII века сельджуки сделали попытку отвоевать утерянные земли, но на этот раз победу одержал Алексей I Комнин, который не только вытеснил турок с запада Малой Азии, но и ликвидировал угрозу от их набегов. После снятия в 1113 году осады с Никеи угроза турецкого завоевания города была отодвинута почти на 200 лет. В 1116 году византийцы одержали блестящую победу над сельджуками в битве при Филомелионе.
В то же время в этот же период империя допустила и важные ошибки стратегического характера: походы вглубь турецкой территории часто представляли собой не уничтожение противника, а эвакуацию проживавших на территории Малой Азии православных жителей вместе с их имуществом. Византийские стратеги того времени рассматривали создание безлюдных буферных зон на границе как одну из форм защиты от сельджуков, не учитывая того, что для полукочевых тюркских племен конечной целью как раз и было расширение пастбищной территории, с которой заодно можно было бы совершать рейды на византийские города и дороги .

## Период 1118-1180
Смерть Алексея I привела к власти Иоанна II Комнина. К этому времени турки-сельджуки раскололись и стали слабыми союзниками друг друга. В это время султанат Рум был занят борьбой со своими бывшими союзниками, данишмендидами. Иоанн Комнин смог использовать это в своих интересах, предприняв ряд кампаний в Анатолии и Сирии. Он успешно захватил южное побережье Анатолии вплоть до Антиохии, отразил попытку семьи Габра создать отколовшееся государство в Трапезунде и вернул родовой дом семьи Комнинов в Кастамону. Несмотря на это, сельджукское сопротивление было сильным, и Иоанн не захватил столицу сельджуков в Иконии, а также не удержал все свои завоевания: город Гангра, захваченный Иоанном в 1130-х годах, был снова потерян.
Мануил I Комнин устремлял своё внимание более на западные дела и даже согласился платить дань туркам. В этот период турки-сельджуки под предводительством Кылыч-Арслана II смогли покорить своих врагов, данишмендидов. Это привело к созданию мощного централизованного турецкого государства с центром в Иконии, в результате чего византийцы, возможно, оказались в худшем положении, чем они были при Иоанне II. Когда иимператор объявил войну в 1176 году и повел очень большую армию численностью около 30 000 человек на территорию сельджуков с намерением захватить их столицу Иконию, то потерпел поражение в сражении при Мириокефалоне. После этого армия Мануила продолжила стычки с турками в Анатолии, разбив их в небольшом сражении в долине Меандр. Оба лидера стремились к миру, и по условиям договора Мануил был обязан вывести армии, размещенные в Дорилее и Сублеуме. Однако Мануил Комнин отказался, и тогда Кылыч-Арслан попытался навязать этот договор: сельджукская армия вторглась на территорию Византии и разграбила ряд городов вплоть до побережья Эгейского моря. Тем не менее, Иоанн Ватац, посланный императором для отражения турецкого вторжения, одержал победу над турками в битве при Хиелионе и Леймохейре, в долине Меандра. После победы на Меандре Мануил сам выступил с небольшой армией, чтобы изгнать сельджуков из Панасиума и Лацерия, к югу от Котиеума. Однако в 1178 году византийская армия отступила, столкнувшись с турецкими войсками при Хараксе. Город Клавдиополь в Вифинии был осажден турками в 1179 году, что вынудило Мануила возглавить небольшой кавалерийский отряд для спасения города, а затем, даже в 1180 году, византийцам удалось одержать победу над турками.

## Упадок Византии и государства сельджуков (1181—1260)
После смерти Мануила в 1180 году сельджуки перешли к новым захватам. В это время империя потеряла значительные территории в Малой Азии. Но в 1194 году сельджук Тогрул потерпел поражение от Такаша (Ин Батул), шаха империи Хорезмидов, и государство сельджуков окончательно распалась. От бывшего государства Сельджукидов остался только султанат Рум в Анатолии. Когда династия пришла в упадок в середине тринадцатого века, монголы вторглись в Анатолию в 1260-х годах и разделили ее на более мелкие княжества, называемые анатолийскими бейликами.
После событий Четвёртого Крестового похода Византийская империя оказывается разделённой на несколько небольших государств, уже неспособных как следует обороняться. В XIII веке, Никейская империя — новый сосед сельджуков на западе успешно обороняется и даже частично отвоёвывает территории. Однако к концу века, после воссоздания Византии запад Малой Азии, где ранее располагалась Никейская империя, опустевает и в начале XIV века становится лёгкой добычей для турок-османов.

## В летописях
В летописях современников византийские (равно как и армянские) авторы часто игнорируют проблему причин утраты Малой Азии, по-видимому считая эту тему слишком болезненной, или же просто не проявляют к ней интереса по причине не до конца осознанных масштабов трагедии для будущего империи, хотя и высказывают своё удивление по поводу столь быстрого крушения восточной границы. Определённую роль в этом процессе также, возможно, сыграл фактор удалённости большинства образованных греческих летописцев, сосредоточенных в Константинополе, от пустынных плато Малой Азии, по которым в основном и продвигались сельджуки.
B свою очередь, cельжукские источники на тему покорения Малой Азии ещё более скудны. Полукочевой образ жизни первой волны завоевателей не способствовал сохранению сельджукских летописей. По этой причине до нас не дошла ни одна из сельджукских хроник, которая бы рассказала о первых семи десятилетиях существования сельджукского государства, если таковое вообще имелось в современном понимании этого слова. Также не имеется сведений ни об одной мечети, медресе, не сохранилось ни одной надписи, ни одной местной рукописи ни на одном из основных языков региона, которые бы датировались этим периодом и описывали бы жизнь султаната глазами самих сельджуков. Сведения об этом периоде сельджукской истории черпаются лишь у иностранных хронистов. Все используемые сельджуками монеты этого периода имеют греческие надписи, а в качестве мечетей, по-видимому, использовались здания заброшенных или захваченных церквей. Подобное явление исторического вакуума наблюдалось также и после завоевания Африки и Леванта арабами.
Постепенная адаптация городских институтов оставшихся греков, а также, в ещё более значимой степени, привлечение иранских ремесленников и интеллектуалов с востока, заполняют этот пробел до начала становления собственно тюркской культуры (не ранее XIV века). При этом многие персоязычные летописи XII—XIII веков были впоследствии уничтожены в ходе распада Румского султаната на враждующие между собой бейлики.